# Roland Leighton
Roland Aubrey Leighton (* 27. März 1895 in London; † 23. Dezember 1915 in Louvencourt) kam als Verlobter von Vera Brittain zu Bekanntheit. Leighton, dessen Eltern Robert Leighton und Marie Connor beide Schriftsteller waren, verfasste auch Gedichte, die er aber nicht selbständig veröffentlichte, sondern in Briefen an seine Verlobte schickte. Als Schüler an der Uppingham School lernte er Vera Britains Bruder Edward kennen, und zusammen mit Victor Richardson wurden die drei jungen Männer als die „drei Musketiere“ betitelt. Leighton hatte ein Stipendium für die Universität Oxford erhalten. Statt aber ein Studium aufzunehmen, wurde er im Oktober 1914 als Offizier im Royal Norfolk Regiment akzeptiert. Als Offizier mit dem Worcestershire Regiment kam er im Frühjahr 1915 nach Frankreich an die Front. Leighton wurde durch einen Scharfschützen schwer verwundet und starb in einem Feldlazarett bei Louvencourt.